# Поспишил, Йосеф
Йосеф Поспишил (1 ноября 1861, Бествина — 30 декабря 1916, Прага) — чешский шахматный композитор и литератор, один из основоположников чешской школы в задачной композиции. Преподаватель химии. С 1880 опубликовал около 300 задач, преимущественно трёхходовки. Впервые изложил систематизировал программу чешской школы в предисловии к первому сборнику задач чешских авторов (1887); многие положения программы действуют и в современных шахматной композиции.

## Книги
- České úlohy šachové, Praha, 1887;
- Šachové úlohy, Praha, 1907 (соавтор);
- České melodie, hrsg. A.White, W.Thompson, Potsdam, 1908;
- Šachové úlohy, 1908—1916, vyd. Ld. Mach, Praha, 1917 (České melodie II).